# Metaheinrichite
La metaheinrichite (simbolo IMA: Mhrc) è un minerale del gruppo della meta-autunite appartenente alla famiglia dei "fosfati, arseniati e vanadati" con composizione chimica Ba(UO2)2(AsO4)2 • 8(H2O).

## Etimologia e storia
Il minerale prende il nome da Eberhardt William Heinrich (10 febbraio 1918, Braunschweig, Germania - 8 luglio 1991, Ann Arbor, Michigan, USA), che ha dato il nome anche al minerale heinrichite (Ba(UO2)2(AsO4)2 • 10H2O): dalla formula chimica si vede che la metaheinrichite è una forma disidratata dell'heinrichite.
Le località tipo del minerale sono due: Wittichen (nel distretto governativo di Friburgo nel Baden-Württemberg in Germania) e la miniera "White King" nella contea di Lake in Oregon (Stati Uniti).

## Classificazione
Nella Classificazione Nickel-Strunz la metaheinrichite è elencata nella classe "8. Fosfati, arseniati, vanadati" e da lì nella sottoclasse "8.E Fosfati e arseniati di uranile"; questa è ulteriormente suddivisa in base al rapporto esistente tra la quantità del complesso uranile (UO2) e del complesso fosfato, arseniato o vanadato (RO4), in modo da essere elencata nel sistema nº 8.EB.10, dove si trova insieme a lehnerite, bassetite, meta-autunite, metakahlerite, metakirchheimerite, metasaléeite, metatorbernite, metazeunerite, metauramphite, przhevalskite, metalodèvite, metanatroautunite, metanováčekite, metauranocircite e metauranospinite.
Nella Sistematica dei lapis (Lapis-Systematik) di Stefan Weiß la metaheinrichite si trova nella famiglia dei "fosfati, arseniati e vanadati" e da lì nella sottofamiglia dei "fosfati/arseniati di uranile e vanadati di uranile con [UO2]2+ - [PO4]/[AsO4]3- e [UO2]2+ - [V2O8]6-, nonché vanadati isotipici (serie della sincosite)" dove forma il "gruppo della mata-autunite" con il sistema nº VII/E.02-120.
Anche nella classificazione die minerali secondo Dana,usata soprattutto nel mondo anglosassone, la metaheinrichite viene classificata nella famiglia dei "fosfati, arseniati e vanadati" e da lì nella sottofamiglia dei "fosfati idrati ecc., con A2+(B2+)2(XO4) • x(H2O), con (UO2)2+" dove forma il sistema nº 40.02a.04 con l'heinrichite.

## Abito cristallino
La metaheinrichite cristallizza nel sistema monoclino nel gruppo spaziale P21 (gruppo nº 4) con i parametri di reticolo a = 7,08 Å, b = 17,7 Å, c = 7,09 Å e β = 90,02° e con 2 unità di formula per cella unitaria.

## Proprietà
Sotto la luce ultravioletta a onde corte o lunghe, la metaheinrichite mostra fluorescenza di colore da verde brillante a giallo verdastro.
A causa del suo contenuto di uranio pari a circa il 43,30%, la metaheinrichite è radioattiva; tenendo conto delle proporzioni degli elementi radioattivi nella formula molecolare idealizzata e dei successivi decadimenti della serie di decadimento naturale, per il minerale viene data un'attività specifica di circa 77,5 kBq/g (per confronto, il potassio naturale ha un'attività specifica pari a 0,0312 kBq/g). Il valore indicato può variare in modo significativo a seconda del contenuto di minerali e della composizione degli stadi, ed è anche possibile l'arricchimento selettivo o l'arricchimento dei prodotti di decadimento radioattivo e modifica l'attività.
La sua durezza Mohs è pari a 2,5 e può essere graffiata con l'unghia di un dito.

## Origine e giacitura
La metaheinrichite viene di solito rinvenuta associata a heinrichite, zeunerite, nováčekite, erythrite, arseniosiderite e pitticite.
Oltre alla sua località tipo in Germania, il minerale, piuttosto raro, è stato rinvenuto in diversi siti a Oberwolfach, Schenkenzell, Schiltach, Schramberg, Nußbach, Vöhrenbach, St. Blasien, Alpirsbach e Seelbach, tutte nel Baden-Württemberg; a Birkenfeld e Winnweiler nella Renania-Palatinato; nel circondario del Vogtland in Sassonia.
Inoltre la metaheinrichite è stata trovata a Lodève, in Occitania (Francia); a Pechina in Andalusia (Spagna). Negli Stati Uniti è stata rinvenuta solo nella sua altra località tipo, la contea di Lake in Oregon.